# Bisdom Taubaté
Het bisdom Taubaté (Latijn: Dioecesis Taubatensis) is een rooms-katholiek bisdom met als zetel Taubaté, in Brazilië. Het bisdom is suffragaan aan het aartsbisdom Aparecida.

## Geschiedenis
Het bisdom werd opgericht op 7 juni 1908, uit delen van het aartsbisdom São Paulo, waar het ook suffragaan aan was. Op 19 april 1958 wisselde het van kerkprovincie en werd het suffragaan aan het nieuw opgerichte aartsbisdom Aparecida. 

## Parochies
Het bisdom had in 2020 een oppervlakte van 4.534 km2 en telde 738.000 inwoners waarvan 65,4% rooms-katholiek was.

## Bisschoppen
- Epaminondas Nunes de Ávila e Silva (29 april 1909 - 29 juni 1935)
- André Arcoverde de Albuquerque Cavalcanti (8 augustus 1936 - 8 november 1941)
- Francisco do Borja Pereira do Amaral (3 oktober 1944 - 5 mei 1976)
- José Antônio do Couto (5 mei 1976 - 6 augustus 1981)
- Antônio Afonso de Miranda (6 augustus 1981 - 22 mei 1996)
- Carmo João Rhoden (22 mei 1996 - 15 april 2015)
- Wilson Luís Angotti Filho (15 april 2015 - heden)

## Galerij van afbeeldingen

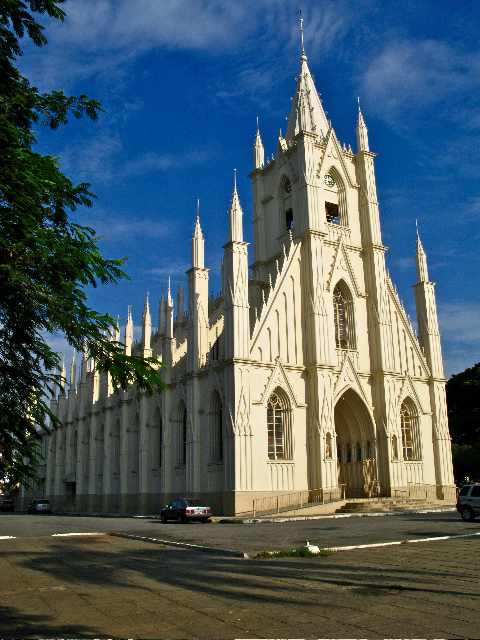
Santuario de Santa Teresina, Taubaté
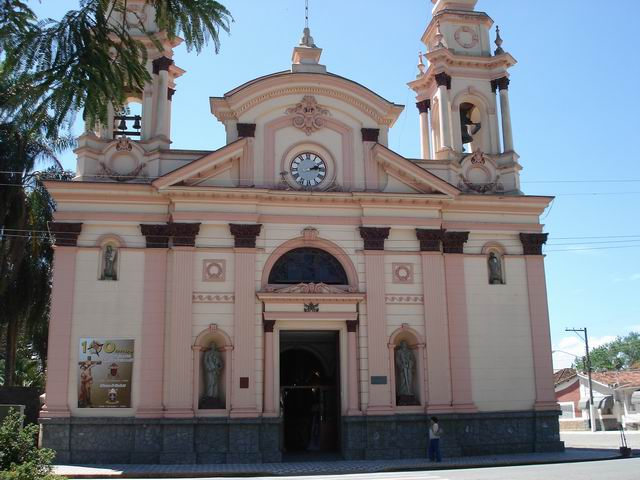
Basílica menor de Nuestro Señor Jesús, Tremembé

Aparecida (aartsbisdom) · Caraguatatuba · Lorena · São José dos Campos · Taubaté